# دوشیزه آهنین

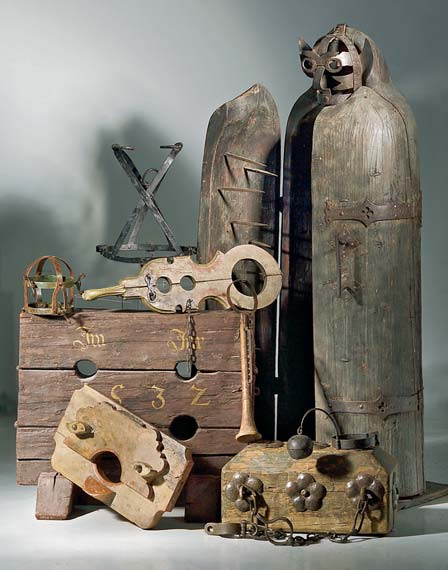
ابزارهای شبه‌تاریخی شکنجه. در سمت راست، یک «دوشیزه آهنین» با دَر بازشده دیده می‌شود که میخ‌های سطح داخلی آن آشکارا قابل مشاهده‌اند.

دوشیزه آهنین (انگلیسی: Iron maiden) دستگاهی برای شکنجه است که شامل یک محفظه آهنی با در لولایی و داخل آن پوشیده از میخ‌هاست و به اندازه‌ای بلند است که یک انسان در آن جای گیرد. اگرچه عموماً تصور می‌شود این دستگاه در قرون وسطی استفاده می‌شده، اما نخستین گزارش‌ها دربارهٔ دوشیزه آهنین در قرن نوزدهم میلادی نوشته شده‌اند. کاربرد واقعی این دستگاه یک افسانه است و هیچ‌گاه شواهدی از استفاده عملی آن یافت نشده است. با این حال، دوشیزه آهنین به نمادی پرکاربرد در رسانه‌ها، چه در بازنمایی قرون وسطی و چه در صحنه‌های شکنجه، تبدیل شده است.

## تاریخچه
با وجود شهرت دوشیزه آهنین به عنوان ابزار شکنجهٔ قرون وسطایی، هیچ شواهدی از وجود این دستگاه پیش از قرن نوزدهم در دست نیست. با این حال، گزارش‌های باستانی حاکی از آن است که «نابیس» ستمگر اسپارتی در حدود ۲۰۰ سال پیش از میلاد، از دستگاهی مشابه برای اخاذی و قتل استفاده می‌کرد. همچنین گفته می‌شود وزیر عباسی، ابن زیات در سال ۸۴۷ دستگاهی مشابه برای شکنجه ساخته بود که از قضا در طول حبس و اعدام خودش مورد استفاده قرار گرفت.
ولفگانگ شیلد، استاد حقوق جزا، تاریخ حقوق کیفری و فلسفه حقوق در دانشگاه بیلهفلد، استدلال می‌کند که به اصطلاح «دوشیزه آهنین»، اشیایی سرهم‌بندی شده از آثار موزه‌ها بوده‌اند تا برای مقاصد تجاری جذاب باشند. امروزه نمونه‌های متعددی از این ساخته‌های قرن نوزدهمی در موزه‌های جهان از جمله «موزهٔ ما» (کالیفرنیا)، موزهٔ دانشگاه میجی، و چندین موزهٔ شکنجه در اروپا به نمایش گذاشته شده‌اند.